# Lobenbach (Kocher)
Der Lobenbach ist ein Bach in der offenen Flur im Westen der Stadtteilgemarkung Stein am Kocher von Neuenstadt am Kocher, das zum baden-württembergischen Landkreis Heilbronn gehört. Nach 13⁄4 km langem Lauf in südliche Richtungen zuletzt am Lobenbacherhof vorbei mündet er von rechts in den untersten Kocher.

## Geographie

### Verlauf
Der Lobenbach entsteht auf etwa 239 m ü. NHN etwa 1,5 km nordwestlich der Ortsmitte von Stein am Kocher an der Steige der nach Neudenau im Jagsttal führenden L 720. Dort setzt im Gewann Kostenbrunnen ein kahler Graben ein, der in geraden Stücken mit einigen Richtungswechseln zwischen Feldern und auch teilweise an der Seite eines Feldweges zunächst nach Südwesten läuft.
Nach gut 400 Metern wendet er sich am Fußpunkt der Herbolzheimer Wegs nach Süden. Nun liegen zuweilen auch Obstbaumwiesen am Lauf, der sich auch etwas mehr windet. Nach insgesamt etwa einem Kilometer passiert er den Wohnplatz Lobenbacherhof von Stein am Kocher an dessen Westseite und kreuzt dabei die Gemeindestraße Stein–Lobenbacherhof–Buchhof.
Dort beginnt sich das nunmehr südostwärts laufende Tal stärker einzutiefen, der Bach selbst verläuft etwa einen halben Meter breit in einer bis zu zwei Meter tiefen Geländerinne. An den Böschungen ziehen sich Hecken mit einigen Überstehern entlang. Nach etwa 200 Metern knicken der Bachlauf und das Tal, an dessen Hängen nunmehr kleine Waldstücke stehen, nach Südwesten ab. 300 Meter weiter liegt auf dem linken Mündungssporn das Gelände eines früheren Kalkbruchs, in dem einige Quellen entspringen. Weniger als 50 Meter weiter fließt der Lobenbach auf etwa 154 m ü. NHN von rechts dem untersten Kocher zu.
Der Lobenbach mündet nach 1,7 km langem Lauf mit mittlerem Sohlgefälle von etwa 48 ‰ rund 84 Meter unterhalb seines Grabenanfangs.

### Einzugsgebiet
Das Einzugsgebiet des Lobenbachs ist etwa 1,7 km² groß und ein Teil des westlichsten Unterraums Kocherplatten und Krumme Ebene im Naturraum der Hohenloher und Haller Ebene. Am höchsten ist es an der nördlichen Wasserscheide, wo es auf der Trasse der Hohen Straße am Nordosteck bis etwa 267 m ü. NHN erreicht.
Das gesamte Gebiet gehört zur Stadtteilgemarkung Stein am Kocher von Neuenstadt am Kocher. Es ist eine sanftwellig nach Süden einfallende Ackerbaulandschaft, in die nur wenige und kleine Obstwiesen eingestreut sind. Sehr wenig Wald steht an den Hängen des erst unterhalb des Lobenbacherhofs eingekerbten kleinen Tales. Dieser Wohnplatz mit seinem Dutzend Hausnummern ist der einzige am Lauf, hinzu kommen einige Dutzend Häuser eines Siedlungsgebietes am Westrand von Stein aus der zweiten Hälfte des 20. Jahrhunderts.
Angrenzende Einzugsgebiete sind das des Herbolzheimer Kreßbachs im Norden, der über die Jagst wenig unterhalb des vom Lobenbach gespeisten Kochers in den Neckar entwässert, das des Kohlbachs im Osten, der das Dorf Stein durchläuft und dann nur 200 Meter vor dem Lobenbach in den Kocher mündet, sowie das des Grollenhofgrabens im Westen, der dies etwas weiter abwärts tut.

### Zuflüsse
Der Lobenbach hat drei höchstens 0,3 km lange namenlose Zuflüsse, die recht geradlinig als meist Feldwege begleitende Gräben in ihren natürlichen Geländemulden verlaufen und wohl nur intermittierend Wasser führen. Ihre Teileinzugsgebiete sind allenfalls etwa 0,3 km² groß.

## Geologie
Die triassischen Schichten im Untergrund sind fast überall mit geologisch viel jüngeren überlagert, meistenteils mit Löss aus dem Quartär. Unmittelbar darunter liegt wohl meist Lettenkeuper (Erfurt-Formation), auf den höchsten Partien im Norden vielleicht auch noch der höhere Gipskeuper (Grabfeld-Formation), beides legt jedenfalls der Vergleich mit entsprechenden geologischen Fenstern in Nachbareinzugsgebieten nahe. In der Talmulde des Lohenbachs und der seiner meist wasserlosen Nebenmulden wurde im Holozän Schwemmland eingelagert. Auf dem Grund des unterhalb des Lobenbacherhofes stärker eingeschnittenen Unterlauftales hat sich der Lobenbach dann ab etwa einem Viertelkilometer vor seiner Mündung in den Oberer Muschelkalk eingeteuft, in dem er auch mündet. Der Muschelkalk wurde früher in einem kleinen, inzwischen aufgelassenen Bruch am linken Mündungssporn abgebaut, von dem ein offenes Felsband geblieben ist.

## Tourismus
Ein mit rotem Punkt markierter Wanderweg des Schwäbischen Albvereins im und am Kochertal zieht aus Stein am Kocher zum Lobenbacher Hof, quert etwas oberhalb von diesem die Mulde des Lobenbachs, steigt dann auf dem Herbolzheimer Weg zur Wasserscheide zwischen Kocher- und Jagsttal auf und läuft danach auf der dieser folgenden Trasse der ehemaligen Hohen Straße zwischen Kocher und Jagst bis nach Jagstfeld am Neckar hinab.

### LUBW
Amtliche Online-Gewässerkarte mit passendem Ausschnitt und den hier benutzten Layern: Lauf und Einzugsgebiet des Lobenbachs

Allgemeiner Einstieg ohne Voreinstellungen und Layer: Daten- und Kartendienst der Landesanstalt für Umwelt Baden-Württemberg (LUBW) (Hinweise)
1. 1 2  Höhe nach dem Höhenlinienbild auf dem Hintergrundlayer Topographische Karte.
2. ↑  Länge nach dem Layer Gewässernetz (AWGN).
3. 1 2  Einzugsgebiet abgemessen auf dem Hintergrundlayer Topographische Karte.
4. ↑  Natur teilweise nach dem Layer Geschützte Biotope.
5. ↑  Länge abgemessen auf dem Hintergrundlayer Topographische Karte.
6. ↑  Alter Steinbruch  nach dem Layer Geschützte Biotope.

### Andere Belege
1. ↑  Höhe nach blauer Beschriftung auf dem Layer WMS LGL-BW Topographische Freizeitkarte 1:25.000 auf: Geoportal Baden-Württemberg (Hinweise)
2. ↑  Josef Schmithüsen: Geographische Landesaufnahme: Die naturräumlichen Einheiten auf Blatt 161 Karlsruhe. Bundesanstalt für Landeskunde, Bad Godesberg 1952. → Online-Karte (PDF; 5,1 MB)
3. ↑  Geologie nach den Layern zu Geologische Karte 1:50.000 auf: Mapserver des Landesamtes für Geologie, Rohstoffe und Bergbau (LGRB) (Hinweise)